# Beauvoisine (tramway de Rouen)
Beauvoisine est une station du tramway de la métropole de Rouen, se situant au nord de Rouen près du quartier Beauvoisine et Jouvenet. Cette station a été inaugurée en 1994. 
Beauvoisine est une station du tronc commun des lignes Technopôle et Georges Braque du tramway de Rouen (localement nommé « métro »). C'est une station souterraine située rive droite de la Seine, à proximité du centre-ville de Rouen.

## Situation
Sur le réseau du tramway de Rouen, la station Beauvoisine est établie sur la portion souterraine du tronc commun entre les stations Gare-Rue Verte et Boulingrin.

## Service des voyageurs

### Accueil
La station Beauvoisine est une station souterraine disposant de deux accès par escaliers et un accès par ascenseur sur le boulevard de l'Yser. Ses deux quais d'une longueur de 60 mètres, équipés de validateurs de titres de transport, sont accessibles aux personnes à la mobilité réduite.
La station est équipée de guichets automatiques, permettant l'achat des titres de transports.

### Intermodalité
La station est à proximité de plusieurs autres lignes du réseau : les lignes T4, F1, 20 et 305 

## À proximité
- Lycée Pierre-Corneille (Rouen)
- Musée des Antiquités (Rouen)
- Musée national de l'Éducation
- Musée de la Céramique

## Incidents notables à proximité de la station

### Collision entre deux rames
Le lundi 30 août 2004, une rame de tramway percute par l’arrière une autre rame dans la partie centrale en tunnel, entre les stations Gare-rue-Verte et Beauvoisine. Le bilan humain de cet accident s’élève à 18 personnes blessées, dont les deux conducteurs de tramway (rames percutante et percutée). Les cabines avant et arrière des rames impliquées ont été détruites. L'infrastructure en elle-même n’a pas été endommagée.

### Déraillement
Le 2 novembre 2020, une rame de tramway déraille partiellement et finit sa course à la station souterraine Beauvoisine